# Ophidiaster lorioli
Ophidiaster lorioli är en sjöstjärneart som beskrevs av Fisher 1906. Ophidiaster lorioli ingår i släktet Ophidiaster och familjen Ophidiasteridae. Inga underarter finns listade i Catalogue of Life.